# Elytraria mexicana
Elytraria mexicana är en akantusväxtart som beskrevs av P.A. Fryxell och S.D. Koch. Elytraria mexicana ingår i släktet Elytraria och familjen akantusväxter. Inga underarter finns listade i Catalogue of Life.